# Kurt Stiefel
Kurt Stiefel (geb. 1926) ist ein deutscher Bildhauer.
Nach seiner Ausbildung zum Bildhauer an der Fachschule für Bildhauer und Steinmetze in Königslutter am Elm und bei Bildhauer Leo Wagner in Treffurt war Stiefel seit 1963 in Weimar tätig, und übernahm dort die Werkstatt des Steinmetzenmeisters Rudolf Schwarz (Haeckelstraße).
Stiefels Bedeutung liegt auf dem Gebiet der Steinrestaurierung und Denkmalpflege. Der Geologe Walter Steiner erstellte nach Stiefels Angaben eine Liste von Restaurierungsarbeiten des Künstlers. Die von Stiefel begründete Werkstatt ist in der Berkaer Straße 33 ansässig.
Zu bemerken ist auch seine Erstellung des Shoah-Gedenksteins auf dem Jüdischen Friedhof Weimar 1983. 1984 fertigte er die von Hans-Jürgen Keßler gestaltete Gedenktafel für Opfer der Gestapo am Weimarer Marstall. Im Zuge der Sanierung des Gebäudes nach der deutschen Wiedervereinigung wurde die Tafel entfernt.

## Liste der Restaurierungsarbeiten Stiefels
- 1971: Muschelbrunnen, Cottaer Sandstein
- 1972: Grabmal der Familie Bertuch im Weimarhallenpark, Oberdorlaer Muschelkalk
- 1972/73: Ergänzungen am Cranachhaus mittlere Lisene, Säule, Zierfelder über Sitznischen, Reinhardtsdorfer Elbsandstein
- 1974: Sächsischer Hof Giebelzier, Roter Buntsandstein von Uder (Nordthüringen)
- 1974: Deutschritterhaus Giebelzier einschließlich Figuren, Elbsandstein, Wappen über der Tür Seebergsandstein
- 1985/86: Löwenbrunnen, Cottaer Sandstein
- In Belvedere vier Giebelvasen, Oberdorlaer Muschelkalk
- Schloss Kromsdorf: Ergänzung von etwa 60 Büsten aus Seebergsandstein
- Streichelplastik für die Seeschwachenschule Diesterweg (Entwurf Ulrich König), Oberdorlaer Muschelkalk von Eric Schiecke
- 1987: Geleitbrunnen neue Ziervase auf der Brunnensäule aus Cottaer Sandstein
- Gedenktafeln Walter Gropius und Henry van de Velde, Diabas, Gedenktafel für Alfred Ahner, Schlesischer Marmor